# НИСЭПИ
Независимый институт социально-экономических и политических исследований (сокращённо НИСЭПИ, бел. «Незалежны інстытут сацыяльна-эканамічных і палітычных даследванняў») — старейший в Беларуси негосударственный исследовательский центр, созданный в феврале 1992 года группой учёных, журналистов, политиков и бизнесменов. В настоящее время зарегистрирован как общественное учреждение в Литве. Финансируется зарубежными и международными организациями.

## История
До 1 июля 2006 года директором института был доктор социологических наук, профессор Олег Манаев, председателем Наблюдательного совета — доктор экономических наук, профессор Станислав Богданкевич. 15 апреля 2005 года НИСЭПИ был ликвидирован по решению Верховного Суда Республики Беларусь, но зарегистрирован (с тем же названием и уставом) в Литовской Республике, и с тех пор продолжает свою деятельность как литовское общественное учреждение. По мнению российского ИА Regnum, «организация традиционно представляет точку зрения белорусской прозападной оппозиции».
В настоящее время директором института является доктор философии Альгирдас Дегутис, а председателем Наблюдательного совета — доктор юридических наук, профессор Ремигиус Шимашюс.

## Конфликт с властями Беларуси
В августе 2002 года было принято Постановление Совета Министров Республики Беларусь «О деятельности, связанной с проведением исследований и опубликованием результатов опросов общественного мнения, относящихся к общественно-политической ситуации в стране, республиканским референдумам и выборам». В соответствии с этим документом была создана комиссия по опросам общественного мнения, которая проводит аккредитацию юридических лиц, претендующих на проведение опросов и публикацию результатов, относящихся к «республиканским референдумам, выборам президента Республики Беларусь, депутатов Палаты представителей и членов Совета Республики Национального собрания Республики Беларусь и общественно-политической ситуации в стране».
Ограничения, по словам депутата Палаты Представителей Игоря Котлярова, назначенного этим Постановлением на должность председателя Комиссии по опросам общественного мнения при Национальной академии наук Беларуси, касаются не самих опросов как таковых, а публикации результатов. По мнению комментаторов это связано с существенным расхождением публикуемых результатов исследований и официальными данными, оглашаемыми властями по результатам выборов и референдумов.
В сентябре — ноябре 2004 года НИСЭПИ получил восемь писем от Министерства юстиции с различными претензиями, часть которых, по мнению руководства НИСЭПИ, были «формальными придирками», а некоторые «имели явно абсурдный характер». 13 декабря 2004 года сотрудники центрального аппарат КГБ Беларуси провели обыск в квартире заместителя директора НИСЭПИ Александра Соснова. В конце ноября директора НИСЭПИ вызывали в прокуратуру по поводу ранее проведенных опросов, а 15 декабря пригласили к министру юстиции Виктору Голованову, где ознакомили с подготовленным для Верховного Суда заключением о ликвидации института за «многочисленные нарушения».
15 апреля 2005 года НИСЭПИ был ликвидирован по решению Верховного Суда Республики Беларусь. Суд признал ранее выдвинутые к НИСЭПИ претензии Министерства юстиции: организация не размещалась по юридическому адресу; в средствах массовой информации использовалось неполное название организации (вместо РОО «НИСЭПИ» — НИСЭПИ), создание внеуставного рабочего органа — наблюдательного Совета, а также непредоставление копий анкет июньского и ноябрьского опросов общественного мнения 2004 года.
После этого НИСЭПИ был перерегистрирован в Литве, а бывшие сотрудники НИСЭПИ продолжают исследовательскую и аналитическую деятельность как независимые эксперты (группа профессора Манаева)
Официальные власти Беларуси продолжают давление на исследователей.
После того как в начале октября 2011 года НИСЭПИ опубликовал данные о рекордном падении рейтинга президента Беларуси Александра Лукашенко, 6 октября в 15.00 Олег Манаев, по его собственным словам, был задержан на три часа сотрудниками милиции когда направлялся на заранее анонсированную встречу в посольство Польши, где планировал провести очередной ежеквартальный брифинг для дипломатического корпуса стран Евросоюза. РИА Новости утверждают, что «На вопрос РИА Новости люди, задерживающие Манаева, дали пояснение, что у них „указание задержать это человека“.»

## Принципы работы
Миссия института — активное продвижение ценностей демократии и рыночной экономики, содействие формированию гражданского общества в Беларуси посредством изучения социально-экономических и политических процессов, влияния на общественное мнение и публичную политику. Основные виды деятельности НИСЭПИ — исследования в области социологии, экономики и политологии, информационно-издательская деятельность, организация конференций и семинаров, профессиональный тренинг, социально-экономический и политический консалтинг.
Институт находится на самофинансировании, которое осуществляется в основном за счет грантов зарубежных и международных фондов и организаций, предоставляемых под различные проекты. В числе почти 50 проектов, выполненных институтом, были такие, как роль массмедиа в демократизации общества, развитие белорусской нации при переходе от тоталитаризма к демократии, развитие рабочего движения, формирование общественных лидеров, преодоление антирыночных стереотипов в переходном обществе, совершенствование экономических программ негосударственного телевидения, роль молодежи в формировании гражданского общества, создание информационно-аналитической инфраструктуры частного предпринимательства, повышение роли независимых социальных исследований и экспертных сетей, укрепление проевропейских ориентаций в Беларуси и др.
Институт использует практически все методы социальных исследований: национальные опросы общественного мнения (через собственную сеть из 100 интервьюеров, проживающих в 50 населенных пунктах, раз в квартал опрашивается 1500 респондентов), интервью с лидерами мнений и экспертами, контент-анализ сообщений массмедиа, анализ программных документов важнейших государственных институтов и структур гражданского общества, анализ законодательства и социально-экономической статистики. С 1994 года в НИСЭПИ работает «Центр документации» (получивший статус первого негосударственного архива в Республике Беларусь), в котором собрано и систематизировано около 50 тысяч материалов и документов, характеризующих деятельность ведущих государственных институтов и структур гражданского общества.
Особое внимание НИСЭПИ уделяет влиянию на общественное мнение и публичную политику. Это влияние осуществляется в различных формах: организацию конференций и семинаров, адресную рассылку аналитических материалов, публикации в СМИ, активное взаимодействие с полисимейкерами.

## Результаты
За пятнадцать лет своего существования институт провел около 60 международных, национальных и региональных конференций и семинаров, в которых приняли участие сотни общественных лидеров и ведущих экспертов; подготовил и распространил по системе адресной рассылки около 300 аналитических докладов, опубликовал свыше 3600 материалов в белорусских и зарубежных СМИ, выпустил десять книг.
С 1996 года институт издает и рассылает в наиболее влиятельные государственные и негосударственные структуры, а также в библиотеки и СМИ ежеквартальный аналитический бюллетень «Новости НИСЭПИ» (на русском и английском языках), а с 2002 года — ежемесячный электронный информационный бюллетень «Инфофокус» (на русском языке), в которых представляются важнейшие результаты исследований и анализа.
С 1 сентября 2006 года периодические издания института зарегистрированы как литовские СМИ.
С 1998 года важнейшие результаты деятельности НИСЭПИ размещает на сайте old.iiseps.org.
Последний национальный опрос проводился в октябре 2010 года.
Влияние на публичную политику осуществляется институтом и через различные гражданские инициативы. Так, в 1997 году по инициативе НИСЭПИ была создана Белорусская ассоциация фабрик мысли (БФМ), объединившая 18 ведущих негосударственных исследовательских центров Минска и большинства регионов страны (ликвидирована решением Верховного Суда в августе 2006 года). В 1999 году сотрудники института приняли активное участие в диалоге между властью и оппозицией, проходившем под эгидой ОБСЕ. С того же времени по инициативе НИСЭПИ проводятся регулярные встречи независимых экспертов с лидерами демократических сил, направленные на информационно-аналитическую подготовку к выборам и другим важнейшим процессам общественной жизни страны.

## Основные публикации
- «Средства массовой информации в переходном обществе: от тоталитаризма к демократии». Под ред. Олега Манаева и Юрия Прилюка: Минск, НИСЭПИ — Киев, АБРИС, 1993, 292 с. (на англ. яз.)
- «Формирующиеся рыночные экономики — 1993». Международный институт развития менеджмента (IMD), Мировой Экономический Форум: Лозанна-Женева, 1993, 355 с. (на англ. яз.)
- «Белоруссия и Россия: общества и государства». Редактор-составитель Дмитрий Фурман. Москва, изд. «Права человека», 1998, 432 с.
- «Молодежь и гражданское общество: белорусский вариант». Под ред. Олега Манаева. — Минск, изд. В. М. Скакун, 1999, 284 с.
- «Белорусские фабрики мысли». Справочник независимых научно-исследовательских и аналитических центров Беларуси. Редактор Олег Манаев. Изд. 3-е. — Минск, БФМ, 2000, 121 с.
- Олег Манаев. «Становление гражданского общества в независимой Беларуси. Социологические опыты: 1991—2000». — Минск, ФилСервплюс, 2000, 626 с.
- «Беларусь: на пути в третье тысячелетие». Сб. статей/ Сост. Л. Ф. Заико. — Минск, Белорусские фабрики мысли, ФилСервплюс, 2001, 244 с.
- «Независимые исследования в независимой Беларуси: в борьбе за реальность». Под ред. проф. Олега Манаева. — Новосибирск, «Водолей», 2004, 416 с.
- Олег Манаев. «Становление гражданского общества в независимой Беларуси. Социологические опыты: 2001—2005». Книга вторая. — Рига, Лайма, 2005, 784 с.
- «Президентские выборы в Беларуси: от ограниченной демократии к неограниченному авторитаризму (1994—2006)». Под ред. проф. Олега Манаева. — Новосибирск, «Водолей», 2006, 548 с.
- «Беларусь и „большая Европа“: в поисках геополитического самоопределения». Под ред. проф. Олега Манаева. — Новосибирск, «Водолей», 2007, 440 с.

## Партнеры
В числе международных партнёров НИСЭПИ такие организации, как Всемирный банк, ЮНЕСКО, Исследовательский институт Радио Свобода/Свободная Европа, Фонд Евразия (Вашингтон), Институт открытого общества (Нью-Йорк), Фонд Джона и Кэтрин МакАртуров (Чикаго), Вестминстерский Фонд (Лондон), Международный Республиканский институт (Вашингтон), Совет Европы, Фонд PONTIS (Братислава), Центр международного частного предпринимательства (Вашингтон), Европейская комиссия (Брюссель), Информационная служба США, Центр социальных и экономических исследований (Варшава), представительства TACIS, ООН, МВФ и ОБСЕ в Беларуси.